# Вашингтон да Силва
Вашингтон Роберто Маријано да Силва (енгл. Washington Roberto Mariano da Silva; Катагуазис, 19. јун 1985) је бразилски фудбалер, који игра на позицији нападача.

## Каријера
Након играња у родном Бразилу, Вашингтон је први европски ангажман имао у екипи Македоније Ђорче Петров.
У јануару 2009. је потписао четворогодишњи уговор са Партизаном. Дебитовао је за „црно-беле” 28. фебруара 2009, на отварању пролећног дела такмичарске 2008/09. у Суперлиги Србије, када је на стадиону Партизана гостовала Црвена звезда. Ушао је на терен ушао у 81. минуту уместо Адема Љајића, а утакмица је завршена нерешеним резултатом 1 : 1. Први такмичарски гол је постигао 15. априла 2009, када је Партизан славио резултатом 0 : 2 на гостовању београдском Хајдуку у четвртфиналу Купа Србије. Прве првенствене голове је дао 26. априла 2009, када је био двоструки стрелац у победи 4 : 1 над ОФК Београдом. У наредна два кола је такође био стрелац, прво у победи 1 : 2 на гостовању Хајдуку у Кули а затим и у поразу од Јагодине 1 : 2 на домаћем терену. Партизан је у сезони 2008/09, предвођен тренером Славишом Јокановићем, освојио дуплу круну а Вашингтон је у освајању ових трофеја учествовао са 4 гола на 12 првенствених утакмица уз још један гол на три куп утакмице.
У наредној 2009/10. сезони Партизан је поново освојио титулу првака Србије, али Вашингтон је имао доста мањи учинак. Током ове сезоне је забележио тек седам првенствених као и два куп наступа, без постигнутог гола. Три пута је излазио на терен и у европским утакмицама, постигавши притом гол против Брижа у групној фази Лиге Европе. У августу 2010. је прослеђен на једногодишњу позајмицу у суперлигаша Борац из Чачка. За чачански клуб је наступао само током јесењег дела сезоне. Одиграо је 12 првенствених утакмица, уз два постигнута гола.

## Трофеји

### Партизан
- Суперлига Србије (2): 2008/09, 2009/10.
- Куп Србије (1): 2008/09.